# Jurij Sołomin
Jurij Miefodjewicz Sołomin (ros. Юрий Мефодьевич Соломин; ur. 18 czerwca 1935 w Czycie, zm. 11 stycznia 2024 w Moskwie) – radziecki i rosyjski aktor filmowy oraz reżyser teatralny i filmowy. Najbardziej znany z roli Władimira Arsienjewa w filmie Akiro Kurosawy Dersu Uzała (1975). Ludowy Artysta ZSRR (1988).
Występował w moskiewskim Teatrze Małym. Sławę przyniosła mu rola kapitana Kolcowa w 5-seryjnym filmie telewizyjnym Adiutant jego ekscelencji (1969), za którą otrzymał Państwową Nagrodę RFSRR im. Braci Wasiliewych.
Jego młodszym bratem był aktor Witalij Sołomin.

## Wybrana filmografia
- 1966: Serce matki jako Dmitrij
- 1967: Silni duchem jako major Gettel
- 1967: Wiosna na Odrze jako kapitan Meszczerski
- 1968: Matczyne serce
- 1969: Czerwony namiot jako Troiani
- 1969: Adiutant jego ekscelencji jako kapitan Kolcow
- 1971: Inspektor wydziału kryminalnego jako major Gołowko
- 1972: Czwarty jako Charles Howard
- 1972: Dauria jako Semion Nagorny
- 1975: Blokada jako major Zwiagincew[4]
- 1975: Dersu Uzała jako Władimir Arsienjew
- 1976: Melodie białej nocy jako Ilja
- 1977: Droga przez mękę jako Telegin
- 1978: Szkolny walc jako ojciec Zosi[5]
- 1978: Zwyczajny cud jako Emil
- 1978: Nietoperz (Летучая мышь) jako Heinrich Eisenstein
- 1980: Skandaliczne wydarzenie w Brickmill jako George Kettle
- 1983: Księżycowa tęcza jako Nikolski
- 1984: TASS jest uprawniony do deklarowania… jako Slawin
- 2004: Moskiewska saga jako Boris Gradow, doktor
- 2009: Isajew jako Władimir Władimirow, ojciec Maksyma Isajewa[6]

## Nagrody i odznaczenia
- Państwowa Nagroda RFSRR im. Braci Wasiliewych (1971) za rolę kapitana Kolcowa w filmie Adiutant jego ekcelencji (1969)
- Zasłużony Artysta RFSRR (1971)
- Ludowy Artysta RFSRR (1974)
- Ludowy Artysta ZSRR (1988)

## Bibliogra
- Jurij Sołomin w bazie filmweb (pol.)
- Kazimierz Nowacki (red.), Z filmem radzieckim na ty, Wojewódzki Zarząd Kin, Kraków 1972, s. 65.
- Jurij Sołomin w bazie IMDb (ang.)
- Jurij Sołomin w bazie ruskino (ros.)